# Nachman Krochmal
Nachman Kohen Krochmal (* 17. Februar 1785 in Brody, Galizien; † 31. Juli 1840 in Ternopil) war ein jüdischer Religionsphilosoph, Historiker und Autor. Sein Hauptwerk More Nebukhe ha-Zeman, das er zunächst Tore des geläuterten Glaubens nannte, wurde 1851 von Leopold Zunz postum unter dem Titel Führer der Verwirrten dieser Zeit herausgegeben, als Anspielung auf das Buch Führer der Verwirrten von Maimonides. Es ist der Versuch einer zeitgemäßen Religions- und Geschichtsphilosophie auf Basis des nachkantischen Idealismus (vor allem Schelling, Hegel).

## Leben
In seiner Jugend erwarb sich Krochmal eine breite Bildung und erlernte neben Tora und Talmud auch jüdische Philosophie, las die Briefe von Maimonides und Abraham ibn Esra und erlernte verschiedene Fremdsprachen. Mit Hilfe seiner Deutschkenntnisse studierte er die Werke von Kant, Hegel, Fichte und Schelling. Daneben erlernte er Latein, Französisch, Arabisch und Syrisch. Seine Schüler bestätigten später seine umfassende Bildung.
Im Alter von 14 Jahren heiratete Krochmal und zog zu seinem reichen Schwiegervater nach Zolkiew. 1814 begann er einen Kreis von Schülern um sich zu sammeln, führte mit ihnen Gespräche über Philosophie, Geschichte und jüdische Literatur und wurde so zu einem der bedeutendsten Vertreter der Haskala in Polen. Nach dem Tode seines Schwiegervaters begann er eine Tätigkeit als Händler. Nachdem er 1836 für zwei Jahre nach Brody zurückgekehrt war, verbrachte er die zwei letzten Jahre seines Lebens in Ternopil. Den Vorschlag, eine Stelle als Rabbiner in Berlin zu übernehmen, schlug er aus und befasste sich stattdessen mit der Niederschrift seines Buches, das er aber nicht mehr vollenden konnte.

## Schriften (Auswahl)

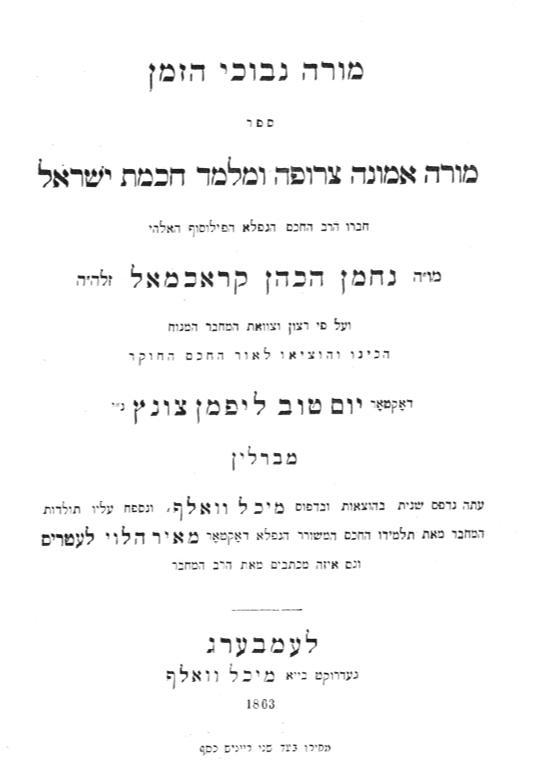
Titelseite von Krochmals Werk מורה נבוכי הזמן (More Nevuche Ha-Zeman), 2. Auflage, Lemberg 1863

- Führer der Verwirrten der Zeit. Übersetzt, mit einer Einleitung und Registern herausgegeben von Andreas Lehnardt. 2 Bände. Meiner, Hamburg 2012, ISBN 978-3-7873-2138-4, ISBN 978-3-7873-2139-1.